# Waterloo Settlement
Pour les articles homonymes, voir Waterloo (homonymie).
Waterloo Settlement était un village canadien situé dans le comté de Gloucester, au nord-est du Nouveau-Brunswick. Il était probablement nommé en hommage à Benjamin Sullivan, l'un des premiers colons, qui était vétéran de la bataille de Waterloo. Le village était situé précisément entre la rivière Caraquet et la rivière du Nord, au bord de la baie de Caraquet. Le village actuel de Bertrand se trouve au sud tandis que le Village historique acadien se trouve au nord-ouest. Le site du village est désormais à l'état naturel, excepté pour la route 11 qui le traverse du nord au sud ainsi qu'un chemin de terre qui se rend jusqu'à la baie.